# Hylaeus confusus
Hylaeus confusus ist eine kleine, überwiegend schwarz gefärbte, kaum behaarte Wildbienenart aus der Familie der Colletidae. Maskenbienen haben keine Sammelbürste.

## Merkmale

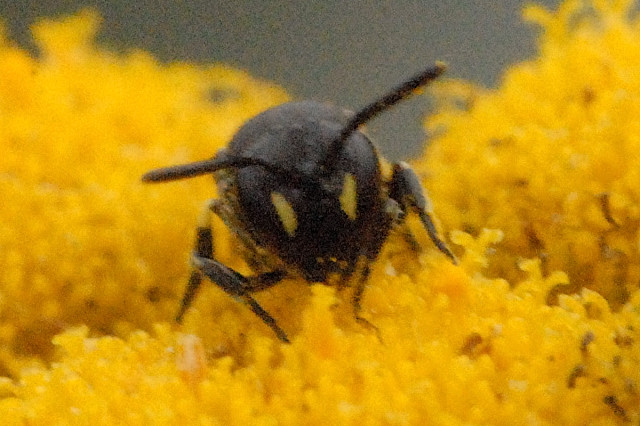
Hylaeus confusus, Weibchen von vorne

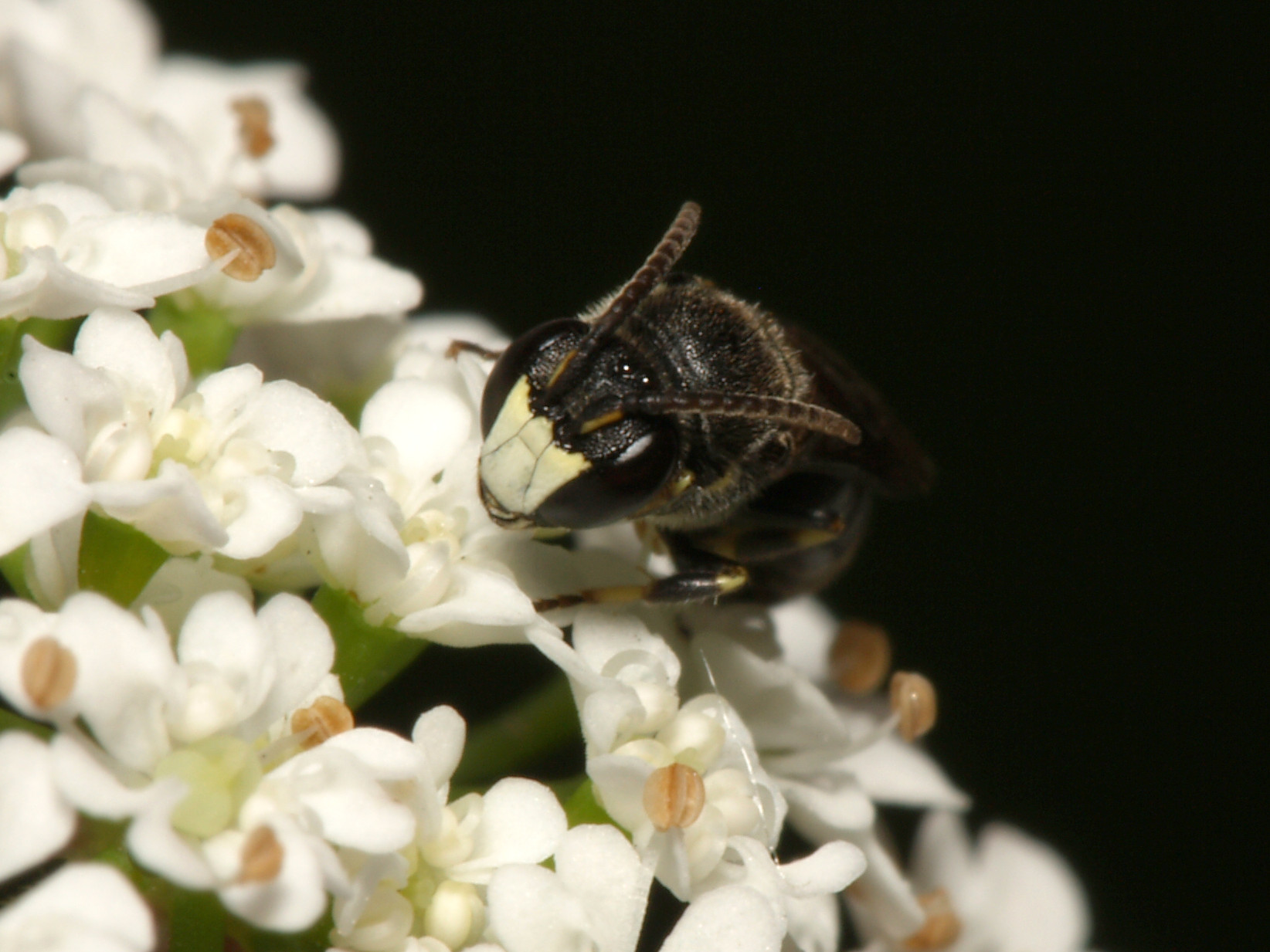
Hylaeus confusus, Männchen von vorne

Hylaeus confusus wird ca. 6 bis 7 mm groß. Sie kann nur schwer von ähnlichen Arten der Gattung unterschieden werden. Die Bienen sind insgesamt großteils schwarz und kaum behaart. Bei den Weibchen befinden sich längliche, gelbliche Gesichtsflecken seitlich von den Augen. Die gelben Gesichtsflecken der Männchen sind größer, auch der Clypeus und der Kopfschild darüber ist gelblich und das basale Antennenglied ist unterseits gelblich. An den Ansatzstellen der Flügel befinden sich zwei gelbe Flecken, Tibia der Hinterbeine teilweise gelb. Das Abdomen ist schwarz und unbehaart.

## Verbreitung und Lebensraum
Hylaeus confusus ist insgesamt weit in Europa und darüber hinaus verbreitet. In Mitteleuropa kommt die Art in allen Regionen vor, die Gesamtverbreitung ist jedoch nicht sicher, da die Art verschiedentlich von der nahe verwandten Art Hylaeus gibbus und ähnlichen Arten nicht klar abgegrenzt wurde.
Hylaeus confusus ist vor allem in und nahe von Wäldern zu finden. Sie kommt bei Hecken, in Lichtungen, Gleisanlagen und auch oft im Siedlungsgebiet vor. Sie ist allgemein eine Art, die eher feuchte Lebensräume besiedelt.

## Lebensweise
Hylaeus confusus fliegt in Deutschland von Mai bis September. Dabei gibt es zwei Maxima des Vorkommens, sodass man zwei sich überschneidende Aktivitätsmuster (partiell bivoltin) vermuten kann. Die Weibchen nisten in verschiedenen Hohlräumen, wie Käferfraßgänge im Totholz, hohlen Pflanzenstängel und verlassenen Eichengallen. Die Bienen sind polylektisch, sammeln also Pollen von vielen verschiedenen Pflanzen, es wurde Blütenbesuch von Weibchen an 76 Arten von 17 Pflanzenfamilien beobachtet. Männchen besuchen teils andere Blüten als die Weibchen.

## Taxonomie
Hylaeus confusus gehört zur „Hylaeus gibbus-Artengruppe“, zu der auch Hylaeus incongruus und H. pictus gehören. In früheren Arbeiten wurden die Arten nicht klar voneinander unterschieden. Ältere Angaben sind folglich nicht verlässlich.
- Hylaeus incongruus ist auch in Mitteleuropa weit verbreitet, jedoch viel seltener als Hylaeus confusus. Hylaeus incongruus nistet in verlassenen Schilfgallen.
- Hylaeus gibbus ist vor allem mediterran verbreitet, kommt aber auch bis Süddeutschland vor (stabile Population am Kaiserstuhl).
- Hylaeus pictus ist sehr selten, in Einzelfunden aus Italien, Frankreich, Spanien und der Türkei nachgewiesen.[4][3]